# Polyacme vagilinea
Polyacme vagilinea là một loài bướm đêm trong họ Geometridae.